# Cameron Levins
Cameron Levins, född 28 mars 1989, är en friidrottare från Kanada. Han deltog vid olympiska sommarspelen 2012.